# Флавий Валентиниан Галат
Флавий Валентиниан Галат (лат. Flavius Valentinianus Galates, Галатия, 18 января 366 года — 369/370, Цезарея Каппадокийская) — сын римского императора Валента II, римский консул 369 года.

## Биография
Валентиниан был единственным сыном Валента и его жены, Альбии Домники и родился, очевидно, в Галатии — отсюда и его прозвище «Галат». Его воспитателем был известный оратор того времени Фемистий. Отец назначил Валентиниана консулом на 369 год, хотя тому было всего три года. Примерно в это же время Валентиниан сильно заболел. Христианские историки сообщают, что случилось это якобы из-за того, что Валент придерживался арианства и преследовал православных — в частности, Василия Кесарийского. Сократ Схоластик так описывал эти события:

Почти в то самое время [когда Василия заключили под стражу] малолетнему сыну Валента, по имени Галату, случилось сильно разболеться, так что врачи отчаялись. Мать его, царица Доминика доложила об этом царю, прибавляя, что во сне беспокоят её страшные видения и что дитя разболелось за оскорбление епископа. Приняв это к сведению, царь послал за Василием и, намереваясь испытать его, сказал ему: «Если твои догматы истинны, помолись, чтобы сын мой не умер». «Если ты, государь, будешь веровать, как я верую, и Церковь соединишь воедино, — отвечал Василий, — сын твой останется жив». И когда тот не согласился, епископ сказал: «Да будет же с отроком воля Божия». Как скоро Василий говорил это, царь приказал ему удалиться, а дитя вскоре за тем умерло.— .